# NGC 1883
NGC 1883 је расејано звездано јато у сазвежђу Кочијаш које се налази на NGC листи објеката дубоког неба.
Деклинација објекта је + 46° 29' 25" а ректасцензија 5h 25m 54,1s. Привидна величина (магнитуда) објекта NGC 1883 износи 12,0. NGC 1883 је још познат и под ознакама OCL 417.